# Muna (isola)
Muna (indonesiano: Pulau Muna) è un'isola dell'Indonesia, situata nel Mar di Flores, pochi chilometri a sud-est dell'isola di Sulawesi (da cui la separa lo Stretto di Tiworo). Ha una superficie di 1.704 km² e una popolazione di circa 300.000 abitanti. È prevalentemente collinosa (altezza massima 455 metri). La parte nord, nord-est è ricoperta da foreste di tek.
L'economia si basa su una semplice agricoltura, in particolare riso, palma da cocco, spezie, sago, canna da zucchero, sulla pesca e sullo sfruttamento delle foreste. La città principale e più importante porto è Raha, che sorge sulla costa nord-orientale, sullo Stretto di Buton.
Amministrativamente appartiene alla provincia di Sulawesi Sudorientale, Reggenza di Muna.